# Spalding Building
El Spalding Building, anteriormente el Oregon Bank Building, es un edificio histórico de oficinas en el centro de la ciudad de Portland, la más importante del estado de Oregón (Estados Unidos). Está situado en la esquina noroeste de las calles SW 3rd Avenue y Washington. Desde 1982 ha estado en el Registro Nacional de Lugares Históricos.

## Descripción e historia
El arquitecto Cass Gilbert trabajó en el edificio Spalding de estilo neorrenacentista estadounidense y también en el Woolworth Building en Nueva York. Fue terminado en 1911 y en su momento se consideró sus 45 metros bastaron para que se le considerara como un rascacielos. Se inauguró en 1930 para albergar el Oregon Bank and Trust Company de corta duración, así como oficinas médicas y profesionales.
Los 9645 m² del edificio tiene 12 plantas sobre rasante y su construcción imita una columna clásica: una basa, un fuste y un capitel. De estilo Beaux Arts, contaba sistemas mecánicos avanzados, construcción a prueba de fuego y espacio interior flexible sobre la planta baja. Conserva sus elevadores Otis, el sistema de ventilador de succión condial Buffalo Silex, el horno de vapor de carbón y astillas de madera y el sistema eléctrico.
En la primavera de 2016, Squarespace, una empresa de diseño de sitios web con sede en la ciudad de Nueva York, trasladó su oficina de Portland al edificio Spalding, en un espacio recientemente renovado utilizado por unos 150 empleados.